# Australië Vijfje
Het Australië Vijfje is een meerwaardeherdenkingsmunt ter waarde van € 5,00. De munt is op 27 maart 2006 geslagen ter ere van 400 jaar vriendschap tussen Nederland en Australië. De munt is, zoals vrijwel alle sinds 1830 geslagen Nederlandse munten, in opdracht van het  ministerie van Financiën bij de Koninklijke Nederlandse Munt geslagen. 
Met deze munt wordt ook herdacht dat in 1606 Willem Janszoon het continent Australië heeft ontdekt. Hierna volgde Abel Tasman die het continent verder in kaart heeft gebracht.

## Thema
Het ontwerp van de munt is van Irma Boom. Zij heeft zes globes in haar ontwerp verwerkt. Elk van de globes laat een ander perspectief zien. Samen vormen de zes globes de route die de schepen van Willem Janszoon in het jaar 1606 hebben gevaren. 
Het muntmeesterteken is niet op de gebruikelijke plek, in de buurt van de rand van de munt, maar op de plek waar de Duyfken aan land ging geplaatst. Hiernaast staat het jaartal 1606. Het continent Australië is op de juiste plek op de globes geplaatst. Op de zijde waar Australië geplaatst is staat ook het jaartal 2006, met daarnaast het muntteken.

## Specificaties
De specificaties van de circulatiemunt gelden ook voor de Eerste Dag Uitgifte. 
|           | Circulatie Vijfje | Proof Vijfje     | Tientje       |
| --------- | ----------------- | ---------------- | ------------- |
| Metaal:   | zilver 925/1000   | zilver 925/1000  | goud 900/1000 |
| Gewicht:  | 11,9 gram         | 11,9 gram        | 6,72 gram     |
| Diameter: | 29 mm             | 33 mm            | 22,5 mm       |
| Oplage:   | 500.000           | 22.500           | 3.500         |
| Rand:     | *God*zij*met*ons  | *God*zij*met*ons | Gekarteld     |

## Trivia
Australië heeft een zilveren munt van vijf dollar geslagen, de Duyfken Coin. Op die munt staat de Duyfken afgebeeld. Ook staat op die munt het Nederlandse muntmeesterteken.
Gulden herdenkingsmunten:

Dubbelkop 1980 · Unie van Utrecht · Voetbalvijfje

Nederlandse euro-herdenkingsmunten:

herdenkingsmunten van € 2: Erasmusmunt · Dubbelkop Beatrix-Willem-Alexander · 200 jaar koninkrijk

meerwaardeherdenkingsmunten:

Zilveren vijfjes: Vincent van Gogh Vijfje · Europamunt · Koninkrijksmunt · Vredes Vijfje · Belasting Vijfje · Australië Vijfje · Rembrandt Vijfje · Michiel de Ruyter Vijfje · Architectuur Vijfje · Manhattan Vijfje · Japan Vijfje · Max Havelaar Vijfje · Waterland Vijfje · Schilderkunst Vijfje · Muntgebouw Vijfje · WNF Vijfje · Tulpen Vijfje · Beeldhouwkunst Vijfje · Grachtengordel Vijfje · Vrede van Utrecht Vijfje · Rietveld Vijfje · Vredespaleis Vijfje · De Nederlandsche Bank Vijfje · Van Nelle Vijfje · Waterloo Vijfje · Wadden Vijfje · Jheronimus Bosch Vijfje · Stelling van Amsterdam Vijfje · Johan Cruijff Vijfje · Fanny Blankers-Koen Vijfje · Schokland Vijfje · Wageningen Universiteit Vijfje · Luchtvaart Vijfje · Beemster Vijfje · Market Garden Vijfje · Jaap Eden Vijfje

Zilveren tientjes: Huwelijksmunt · Geboortemunt · Jubileummunt · Koningstientje · Verjaardagstientje
Caribisch Nederland: BES-dollar (2011, 2013)